# Poterie Hertz
La Poterie Hertz fut fabriquée par la famille Hertz en Haute-Savoie à Annecy au cours du XIXe siècle et XXe siècle.
Cinq générations se seront succédé jusqu'à la mort de François Hertz en 1955, dernier potier de la lignée.

## Histoire

### La famille Hertz
Originaire de Baden, diocèse de Spire dans le  grand-duché de Bade, Laurent Hertz fut le premier potier de la famille.
En 1786, il donna naissance à un fils, Ignaz Hertz, qui se rendit à Colmar en 1810 où il exerça le métier de son père une dizaine d'années avant de partir s'installer à Lavours, dans l'Ain, ou l'on dénombrait à cette époque sept potiers. La première  Poterie Hertz fut fondée. 
Des huit enfants d'Ignaz, un seul sera potier: Joseph Hertz.
Ignaz Hertz décéda en 1844, et sa veuve partit s'installer à Annecy accompagnée de ses enfants, dont Joseph, le dernier potier de la famille.
En 1847, Joseph se maria puis travailla la poterie prêt d'Annecy. Il y fit l'acquisition de plusieurs bâtiments et terrains à proximité du Thiou  entre 1862 et 1869 dont une église désaffectée du Saint-Sépulcre qui devint la fabrique Hertz.
Des cinq enfants de Joseph, deux seront potiers de terre, dont Jean Marie Hertz qui lui succéda après sa mort le 21 janvier 1886 pour une quinzaine d'années avant de transmettre à son tour le métier à son fils.
François Marie Joseph Hertz, fils de Jean Marie Hertz, naquit le 2 octobre 1876. Il débuta l'apprentissage du métier de potier à l'âge de 12 ans.
Considéré comme le plus important de la famille avec cinquante et un an de travail et la responsabilité des changements du XXe siècle, François Hertz orienta sa fabrique autrefois utilitaire ou traditionnelle vers une production plus touristique dut à l'avènement des nombreux visiteurs à Annecy. Également administrateur à la Banque de Savoie, cela ne l'empêchait pas d'écouler ses poteries souvenir depuis sa fabrique ou chez les commerçants de la région accompagné de son petit fils Marcel Collin.
Décédé en 1955, François Marie Joseph Hertz fut le dernier potier de la lignée des Hertz.

### Poteries
Entre le XIXe siècle et le début du XXe siècle, la production Hertz était traditionnelle et utilitaire. On y fabriquait des jattes à lait, des écuelles ou encore des terrines qui partaient souvent jusqu'en Amérique du Sud emballées dans des harasses remplies de paille.
Au XXe siècle, les plats en métal vinrent remplacer la poterie ce qui poussa François Hertz à revoir sa stratégie. Avec l'avènement du tourisme  et des vacanciers dans les environs de la ville d'Annecy, l'atelier s'entoura d'artistes, peintres ou amateurs du pinceau afin de décorer les conceptions de la maison au style coloré, floral, mythologique ou antique pour les transformer en objets souvenir comme la majorité des potiers Savoyards de la région à l'époque.
Parmi les innombrables motifs et dessins réalisés par la fabrique sur ses poteries au cours du XXe siècle, on se souviendra particulièrement de l'Oiseau endimanché et du Lapin à cinq pattes de François Hertz.

### Héritage
Les terres acquises par les Hertz dans la région d'Annecy furent par la suite exploitées à des fins horticoles par la famille Collin dont les petits fils de François Hertz, Raymond et Roger Collin au cours du XXe siècle pendant plusieurs décennies avant d'être réquisitionnées par la ville pour la construction de divers bâtiments dont le lycée Gabriel-Fauré. En 1966, l'atelier de poterie Hertz situé sur les rives du Thiou fit lui détruit puis remplacé par un gymnase.
Une partie des outils et machines qui composaient autrefois la fabrique sont de nos jours exposés dans des monuments historiques de la ville tel que le Palais de l'Isle ou encore le Château d'Annecy. La famille Collin quant à elle conserve une importante collection de poteries de ses ancêtres.
On retrouve aujourd'hui de nombreuses poteries Hertz sur les marchés ou brocantes de la région bien que certaines continuent de voyager à travers le monde.

## Sources
- Livre Potiers et Céramistes des Pays de Savoie 1900-1960
- Raymond Collin (petit-fils de François Hertz)